# Il giardino dei ciliegi
Il giardino dei ciliegi (in russo Вишнёвый сад?, Višnëvyj sad) è l'ultimo lavoro teatrale di Anton Čechov.
Fu rappresentato per la prima volta il 17 gennaio 1904 al Teatro d'Arte di Mosca sotto la direzione di Kostantin Sergeevič Stanislavskij e di Vladimir Nemirovič-Dančenko. Sei mesi dopo Čechov morì di tubercolosi. Čechov concepì quest'opera come una commedia poiché contiene alcuni elementi di farsa. Tuttavia Stanislavski la diresse come una tragedia. Dopo questa produzione iniziale, i registi hanno dovuto attenersi alla duplice natura dell'opera.
L'opera narra le vicende di un'aristocratica russa e della sua famiglia al ritorno nella loro proprietà (che comprende anche una grande coltivazione di amareni, il giardino dei ciliegi dell'accettata ma imprecisa traduzione italiana), in seguito messa all'asta per riuscire a pagare l'ipoteca. Principalmente la storia ruota intorno alle varie possibilità per conservare la tenuta, ma la famiglia non si adopera in questo senso e alla fine è costretta a lasciare la proprietà; la scena finale mostra la famiglia che se ne va mentre il rumore degli alberi abbattuti fa da sottofondo. L'opera contiene il tema della futilità culturale (sia la futilità dell'aristocrazia per mantenere la relativa condizione, sia la futilità della borghesia nel trovare i significati nel materialismo appena scoperto). Riflette inoltre le forze culturali che interagiscono nel mondo in quel periodo, incluse le dinamiche socio-economiche del lavoro in Russia alla fine del XIX secolo e la nascita della borghesia dopo l'abolizione del sistema feudale nel 1861 che ha portato alla conseguente decadenza dell'aristocrazia.
Dopo la prima realizzazione al Teatro d'Arte di Mosca, l'opera viene tradotta in molte lingue e viene prodotta in tutto il mondo, diventando un classico della letteratura drammatica. Fuori dall'ambito russo alcuni dei più famosi registi hanno eseguito quest'opera, ciascuno interpretandola in maniera diversa. Tra questi figurano Charles Laughton, Peter Brook, Eva Le Gallienne, Jean-Louis Barrault, Luchino Visconti e Giorgio Strehler. L'influenza della rappresentazione, inoltre, è stata ampiamente rinvenuta negli impianti drammatici di molti autori, compresi Eugene O'Neill, George Bernard Shaw ed Arthur Miller.

## Contesto
Il giardino dei ciliegi è stato ispirato da alcune esperienze personali di Čechov (che all'epoca aveva sedici anni). La madre si ritrovò sommersa dai debiti dopo essere stata truffata da alcuni costruttori assunti per erigere una modesta casa. Un precedente inquilino, Gavriìl Selivànov, si offrì di aiutarla finanziariamente, ma segretamente comprò la casa per sé. Nello stesso periodo venne venduta la sua casa d'infanzia a Taganrog per estinguere l'ipoteca. Questi eventi finanziari e domestici (che si ritrovano anche nella commedia) si impressero nella sua memoria.
In seguito visse in una proprietà fuori Mosca, sviluppò un interesse per il giardinaggio e piantò il suo personale giardino dei ciliegi. A causa della salute cagionevole dovette trasferirsi a Jalta. Rimase sconvolto nell'apprendere che il nuovo proprietario della tenuta fuori Mosca aveva abbattuto buona parte del giardino dei ciliegi. Durante un viaggio a Taganrog e nei luoghi della sua infanzia scoprì con dispiacere gli effetti devastanti del disboscamento industriale e ne rimase ulteriormente scosso.
Fu nei boschi e nelle foreste dell'Ucraina, dove trascorse le vacanze dell'infanzia, che maturò la passione per l'ecologia (una passione riflessa in una delle prime opere, Zio Vanja, nel personaggio del dott. Astrov). Nella proprietà degli amici di famiglia, presso i quali Čechov trascorreva le vacanze, veniva coltivato uno stupendo giardino di ciliegi e in una delle sue prime novelle, La Steppa, l'autore descrisse la storia di un ragazzo che attraversava l'Ucraina tra campi di fiori di ciliegio. Infine, i primi sentori della genesi del pezzo che sarebbe stato la sua ultima uscita in un appunto del 1897: "Giardino dei ciliegi". Oggi, il giardino di Čechov a Jalta sopravvive accanto al Giardino dei Ciliegi come monumento a un uomo i cui sentimenti per gli alberi hanno eguagliato quelli per il teatro. Infatti, gli alberi sono spesso eroi simbolici, inespressi e vittime nelle sue storie e nei suoi pezzi teatrali; a tal punto che Čechov è spesso considerato come primo autore ecologico d'Europa.
Čechov scrisse Il giardino dei ciliegi nel corso di diversi anni, alternando periodi di spensieratezza a momenti di frustrazione e di indolenza. In questo periodo il lavoro venne rallentato anche dalla tubercolosi. Guardingo di natura, l'autore tenne nascosti molti aspetti del lavoro, compreso il titolo. Ancora nell'estate del 1902 non aveva comunicato nulla del suo lavoro né ai suoi familiari, né alla compagnia del Teatro d'Arte di Mosca. Fu solo per confortare sua moglie Olga Knipper, che si stava riprendendo da un aborto spontaneo, che lasciò trapelare il titolo dell'opera. Nell'ottobre del 1903 la commedia fu infine inviata alla compagnia del Teatro d'Arte. Tre settimane più tardi Čechov arrivò a Mosca dove assistette alle prove.
Sebbene le critiche dell'epoca si dividessero, il debutto de Il giardino dei ciliegi, avvenuto il 17 gennaio 1904, fu un successo clamoroso e l'opera fu immediatamente messa in scena nelle città più importanti. Il successo non fu circoscritto solo in Russia: anche all'estero fu applaudito e apprezzato. Poco dopo il debutto della commedia, Čechov partì per la Germania, a causa di un peggioramento del suo stato di salute, e lì morì nel luglio del 1904.
Nella prima messa in scena presso il Teatro d'Arte di Mosca Ljuba era interpretata dalla moglie di Čechov, Olga Knipper. In occasione della trecentesima rappresentazione dell'opera presso il Teatro d'Arte, nel 1943, la Knipper vestì nuovamente i panni della Ranevskaja.

## Trama

### Atto I
Il primo atto si apre nelle prime ore della mattina di un giorno di maggio nella camera dei bambini dell'antica proprietà della Ranevskaja, in una provincia Russa agli inizi del XX secolo. Dopo aver vissuto cinque anni a Parigi, Ljubov' Andreevna Ranevskaja (Любовь Андреевна Раневская), detta Ljuba, ritorna a casa con la figlia Anja (Аня) di 17 anni, con Šarlotta Ivanovna (Шарлотта Ивановна), la governante tedesca, e con Jaša, un servitore. Ai tre vanno incontro Varja (Варя), la figlia adottiva di Ljuba, la quale si è occupata della proprietà in assenza della madre, Ermolaj Alekseevič Lopachin (Ермолай Алексеевич Лопахин), mercante e amico di famiglia, Leonid Andreevič Gaiev (Леонид Андреевич Гаев), fratello di Ljuba, e i servitori della casa: Dunjaša (Дуняша), la governante che si comporta come una signora dell'alta società, Epichodov (Епиходов Семен Пантелеевич), contabile maldestro e aspirante marito di Dunjaša, e infine il vecchio servitore Firs (Фирс), che dopo l'emancipazione dei servi del 1861 era rimasto a servizio presso la famiglia.
Poco dopo il suo arrivo, Ljuba viene informata del fatto che la proprietà sarà messa all'asta in agosto, per pagare i debiti accumulati. Lopachin si offre di aiutarla, illustrandole il suo piano: dividere il giardino in tanti lotti da affittare ai villeggianti d'estate. Ma l'idea che il suo giardino venga distrutto non piace a Ljuba che lo considera parte fondamentale della sua vita, simbolo della sua gioventù e della sua infanzia. Mentre Ljuba parla del passato e osserva la bellezza del suo giardino illuminato dalle prime luci dell'alba, le viene incontro Petr Sergeevič Trofimov (Петр Сергеевич Трофимов), uno studente che aveva, in passato, fatto da tutore al figlio della Ranevskaja, Griša. A questo punto veniamo informati che il bambino è annegato cinque anni prima e che questa tragedia ha contribuito alla partenza di Ljuba.
Dopo che quasi tutti si ritirano per dormire, Anja confessa a Varja che la madre ha molti debiti e che lo zio, Gaiev, vorrebbe inviare la giovane a Jaroslavl', da una vecchia zia che potrebbe prestar loro dei soldi. Gaiev fa anche notare a Varja che Lopachin è un uomo ricco e che è probabilmente intenzionato a sposarla, cosa che potrebbe salvare la proprietà. Dopo aver parlato, Varja, Anja e Gaiev vanno a dormire, sperando che il futuro porti una soluzione per salvare il giardino.

### Atto II
Il secondo atto si apre su una strada che costeggia il giardino dei ciliegi. Siamo a metà della stagione estiva. La proprietà è ancora in pericolo, ma la famiglia sembra non curarsene.
Jaša e Dunjaša giocano agli innamorati, mentre Epichodov spera sempre di sposare la ragazza. Anja sembra essersi innamorata di Trofimov, cosa che fa infuriare Varja, la quale, da parte sua, è irritata dalle voci sul suo imminente matrimonio con Lopachin. Quest'ultimo è l'unico che cerca di riportare il discorso sugli affari della proprietà, ma Ljuba riesce solo a pensare alla sua relazione con un uomo di Parigi, un amante che si è approfittato della sua ricchezza, sperperando il suo patrimonio per poi abbandonarla.
Entra Trofimov e Lopachin lo prende in giro per la sua condizione di "eterno studente". Trofimov risponde esponendo il suo pensiero sul lavoro e sulla società. Durante la conversazione appare sulla strada un viandante, il quale chiede alla compagnia qualche soldo. Ljuba, senza pensarci, gli dà una gran quantità di denaro, cosa che manda su tutte le furie Varja. Disturbati e scossi dal nuovo arrivato, tutti si preparano a tornare a casa per la cena, seguiti da Lopachin che continua ad insistere sulla necessità di trasformare il giardino in villette per pagare i debiti.
Anja rimane indietro insieme a Trofimov. Il giovane studente è irritato dal modo di fare indagatorio di Varja, la quale non capisce, a suo avviso, che i due giovani sono "al di sopra dell'amore". Parlano della nuova vita che li aspetta. Da lontano si ode la voce di Varja che cerca la sorella. I due, allora, corrono verso il fiume per non farsi trovare.

### Atto III
Sono passati diversi mesi ed è arrivato l'atteso momento della festa a casa di Ljuba. Un'orchestra fuori dalla scena suona, mentre la famiglia e i suoi ospiti bevono, discorrono e si divertono. È anche il giorno dell'asta. Gaiev ha ricevuto una piccola somma di denaro dalla zia di Jaroslavl', non sufficiente a pagare i debiti, e i membri della famiglia, in contrasto con l'aria allegra che li circonda, sono in ansiosa attesa.
Varja si preoccupa di come potranno pagare i musicisti e rimprovera tutti: Trofimov per il troppo bere, Dunjaša perché balla come fosse un'invitata, Epichodov per aver giocato a biliardo. Šarlotta fa divertire gli ospiti con i giochi di prestigio.
Ljuba rimprovera Trofimov per aver preso in giro Varja chiamandola "Madame Lopachin" e insiste con la figlia adottiva affinché si dia da fare per sposare il mercante, ma Varja dice che è compito dell'uomo farle la proposta. E aggiunge che se avesse soldi, scapperebbe il più lontano possibile da lui.
Rimasto solo con Ljuba, Trofimov cerca di farle capire che il giardino sarà effettivamente venduto, e insiste affinché la donna prenda coscienza della sua nuova condizione. Ljuba mostra a Trofimov un telegramma arrivato da Parigi, che la informa che il suo vecchio amante è malato e le chiede di tornare da lui e di perdonarlo per il tradimento. Ljuba ammette che vorrebbe raggiungerlo. Il giovane è contrariato dalla decisione della donna, cerca di convincerla a non commettere quello che secondo il suo punto di vista sarebbe un enorme errore. I due si scontrano e discutono sull'argomento, portando alla luce due concezioni profondamente diverse dell'amore. Trofimov, ferito dalle parole della donna, fugge e nella fretta cade dalle scale, divertendo gli altri che lo riportano nella sala. Ljuba si rasserena e i due si riconciliano.
Improvvisamente Anja entra con la notizia che il giardino dei ciliegi è stato venduto. Entrano Lopachin e Gaiev, entrambi stanchi per il viaggio e per la lunga giornata. Gaiev appare frastornato e si fa accompagnare a letto senza dire una parola riguardo all'asta. Alla domanda di Ljuba su chi avesse comprato la proprietà, Lopachin rivela di essere stato lui. Varja esce infuriata dopo aver gettato ai piedi del mercante le chiavi della proprietà. Lopachin, ubriaco, racconta dell'asta. Il suo monologo rivela come non sia tanto la gioia, ma la rabbia ad aver guidato le sue azioni. Lopachin è al tempo stesso esaltato per essere riuscito ad appropriarsi della proprietà dove suo padre era stato servo, e triste e arrabbiato per la sofferenza causata a Ljuba e per la fine di tutto. Ljuba, disperata, viene consolata da Anja, la quale incoraggia la madre dicendole che quello è l'inizio di una nuova vita.

### Atto IV
Alcune settimane dopo l'azione si sposta di nuovo nella camera dei bambini, come nel primo atto, ma questa volta i mobili sono coperti da teli e fervono i preparativi della partenza. Lopachin arriva con dello champagne per salutare la famiglia, ma Ljuba e Gaiev non accettano il dono. Nonostante l'affetto sincero che il mercante prova per loro, i due vedono in lui la figura che ha distrutto i ricordi della loro infanzia e la loro felicità.
Rimasto solo in scena, Lopachin viene raggiunto da Trofimov, in cerca delle sue calosce. I due si salutano, imbarazzati, parlando del loro punto di vista a proposito della vita e del mondo, rivelando un'affinità nelle loro concezioni apparentemente opposte, ammettono di volersi bene e di provare una certa stima l'uno nei confronti dell'altro. Si odono dei colpi d'ascia all'esterno, e Anja entra dicendo che la madre vorrebbe che il giardino rimanesse intatto fino alla loro partenza. Lopachin si scusa e corre fuori per ordinare ai suoi lavoratori di smettere.
Anja chiede della salute di Firs, e Jaša la informa che il vecchio servitore è stato portato all'ospedale. Entra Dunjaša che si getta tra le braccia del lacchè, in partenza anch'egli per Parigi. L'uomo, però, le fa capire che non ricambia il suo amore e in malo modo la allontana.
Entra anche Šarlotta, sperduta, e chiede alla famiglia di trovarle un posto.
Gaiev e Ljuba entrano nella camera per dare il loro addio alla casa della loro infanzia. Gaiev annuncia di aver trovato un lavoro in banca e Ljuba rivela la sua ferma intenzione di tornare a Parigi dal suo vecchio amante. A Lopachin chiede di proporsi a Varja. L'uomo si dichiara pronto e tutti escono. Quando Varja entra sapendo che il momento della proposta è giunto, inizia a parlare con Lopachin, ma entrambi sono in imbarazzo e la conversazione gira intorno ad argomenti futili come il tempo. Quando uno dei lavoratori chiama Lopachin, l'uomo esce in fretta senza esser riuscito a fare la proposta a Varja. La ragazza si dispera e Ljuba cerca di consolarla.
Lentamente rientrano tutti in scena, pronti a partire. Uno per uno si allontanano dando il loro ultimo addio alla casa e al giardino dei ciliegi. Chi senza speranza, come Varja e Šarlotta, chi pronto a vivere una vita nuova, come Trofimov e Anja.
Gaiev e Ljuba rimangono soli nella stanza della loro infanzia. Piangendo, si abbracciano e salutano per sempre il loro vecchio mondo. Quando escono, si ode il rumore della porta chiusa a chiave per l'ultima volta.
La scena ora è vuota. Si sente il rumore di una porta che viene aperta, e Firs entra tossendo. Il vecchio servitore scopre di essere stato lasciato nella proprietà, solo, a morire. Si sdraia su una poltrona e si abbandona al suo destino, mentre fuori scena si odono i primi colpi che abbatteranno il giardino dei ciliegi.

## Temi dell'opera
Uno dei temi principali del dramma è l'effetto che i cambiamenti sociali hanno sulle persone. L'emancipazione dei servi del 19 febbraio 1861, attuata da Alessandro II, permise agli ex servi della gleba di guadagnare un certo benessere ed uno status sociale, mentre alcuni aristocratici subirono un notevole impoverimento, incapaci di amministrare le loro proprietà senza l'aiuto, praticamente gratuito, della servitù. Gli effetti di questa riforma erano ancora molto sentiti al tempo di Čechov, sebbene fossero passati ben quarant'anni.
Čechov aveva pensato l'opera come una commedia e nelle sue lettere la definiva una farsa. Quando vide la rappresentazione del Teatro d'Arte diretta da K. S. Stanislavskij e da Vladimir Nemirovič-Dančenko, rimase molto contrariato dalla scoperta che i due registi avevano trasformato la sua opera in una tragedia.
L'incapacità di affrontare realmente il problema della proprietà, spiccata in Ljuba, ma condivisa anche dagli altri membri della famiglia, incapacità che porterà alla perdita di tutto, può essere letta come una critica a tutte quelle persone che non vollero adattarsi alla nuova Russia. Il rifiuto di Ljuba di accettare la verità sul suo passato, sia nella vita che nell'amore, la rende uno dei personaggi teatrali più interessanti e strutturati della drammaturgia moderna e contemporanea. Ljuba è una donna che sacrifica tutto ciò che possiede, il suo passato, la sua gioventù, i suoi averi e perfino la propria famiglia, per amore (il nome Ljubov', forse non a caso, in russo significa "amore").
I discorsi di Trofimov sui cambiamenti sociali, sugli intellettuali e i lavoratori furono visti in seguito come una precoce manifestazione delle successive idee bolsceviche, e le sue battute furono spesso censurate dai funzionari zaristi.
Gli alberi di ciliegio sono spesso usati come simbolo di tristezza e rimpianto per la fine di determinate situazioni e per il passare del tempo in generale.
Come in tutte le opere dell'autore fra gli oggetti di scena compare una pistola carica, che però in questa sola opera non viene utilizzata per sparare. 

## Messe in scena e omaggi
Nel 1968 fu trasmesso sul canale nazionale Rai in forma di prosa televisiva, per la regia di Mario Ferrero, con attori del calibro di Andreina Pagnani, Tino Carraro, Gastone Moschin, Mario Carotenuto, Franco Sportelli e Anna Miserocchi. Le scene e l'arredamento erano di Lucio Lucentini; le musiche originali erano di Roman Vlad. 
In Italia una delle maggiori messe in scena dell'opera fu quella di Giorgio Strehler nella primavera 1974, poi ripresa nelle successive stagioni fino al 1977. Tra gli attori, Valentina Cortese (Ljuba) e Renato De Carmine (Gaiev), Franco Graziosi nella parte di Lopachin, Giulia Lazzarini in quella di Varja, Renzo Ricci come Firs e l'esordiente assoluta Monica Guerritore, allora sedicenne, a fare Anja. 
Nel 1987 il Trio ne fece una parodia teatrale (Allacciare le cinture di sicurezza), che venne trasmessa anche su Rai Uno. 
Nel 1981 Peter Brook mette in scena un'importante e particolare versione de Il giardino, con Natasha Perry nella parte di Ljuba e Michel Piccoli nella parte di Gaiev.
Nel 1990 nel film Turné del regista napoletano Gabriele Salvatores i protagonisti sono attori di una compagnia teatrale in viaggio per l'Italia per rappresentare Il giardino dei Ciliegi.
Nel 1992 Antonello Aglioti ne diresse una versione cinematografica dal titolo omonimo.
Nel 1999 Michael Cacoyannis gira una versione cinematografica dell'opera con Charlotte Rampling come Ljuba e Alan Bates nel ruolo di Gaiev.
Nel film The Good Shepherd - L'ombra del potere c'è una piccola scena che si svolge a teatro. La commedia che si sta recitando è Il giardino dei Ciliegi.
Nel film Henry's Crime del 2010 la rappresentazione teatrale che fa da sfondo a tutta la vicenda è The Cherry Orchard (Il giardino dei ciliegi).
Nel 2019 il regista Alessandro Serra ripristina la scena, tagliata da Stanislavskij e Dančenko, dell'incontro notturno fra Firs e Šarlotta che parlano delle proprie infanzie. «Una scena potentissima poiché attiva un polo energetico opposto: l'infanzia dei due aristocratici e le infanzie degli ultimi, dei dimenticati.» (Serra)